# ポロニウム化物

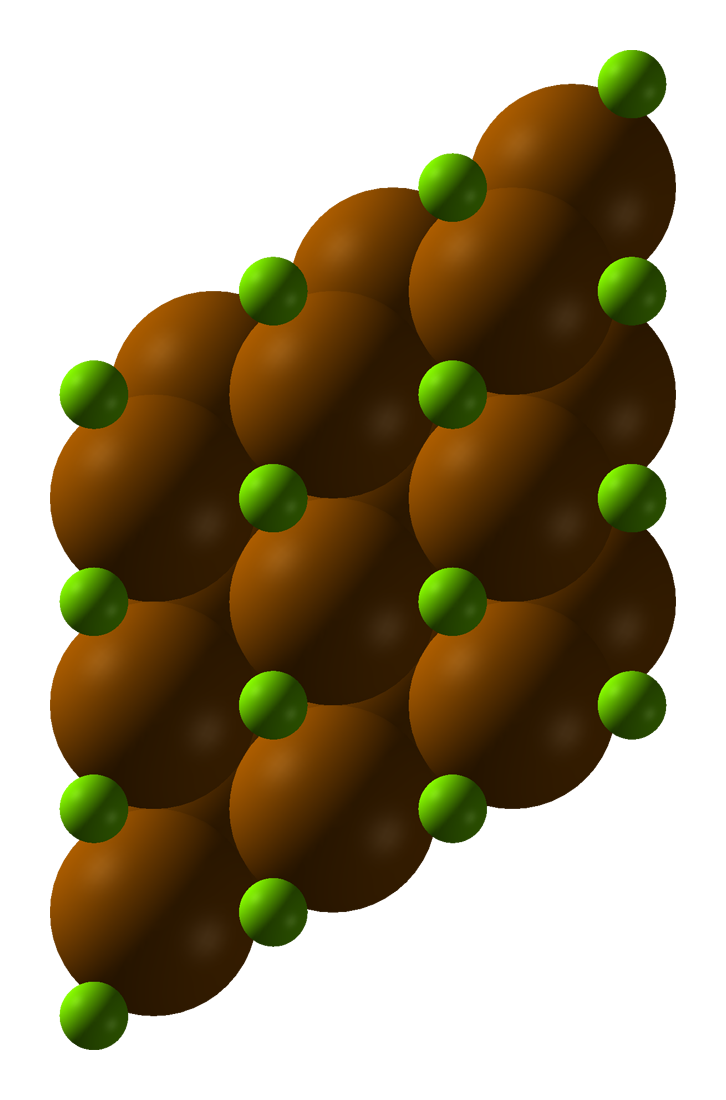
ポロニウム化マグネシウムの空間充填モデル。Mg^{2+} イオンは緑色、Po^{2-} イオンは茶色で表されている。

ポロニウム化物（ポロニウムかぶつ、英: polonide）は、放射性元素であるポロニウムとそれより電気陰性度が低い元素との化合物である。ポロニウム化物は通常、元素同士の直接反応によって合成される。これらは化学的に最も安定したポロニウム化合物であり、大きく2つのグループに分けることができる。
- Po2- アニオンを含むようなイオン性ポロニウム化物
- より複雑な結合をもつ金属間ポロニウム化物

この2つの中間をとるポロニウム化物や、不定比化合物のものもある。ポロニウムを含む合金もポロニウム化物として分類される。ポロニウムは周期表においてテルルの真下にあるため、ポロニウム化物とテルル化物の間には多くの化学的、構造的な類似性がある。

## イオン性ポロニウム化物
最も陽性な金属のポロニウム化物は古典的なイオン性結晶構造を示し、これは Po2- アニオンを含んでいると考えられている。
| 化学式 | 構造             | 格子定数    | 出典        |
| ------ | ---------------- | ----------- | ----------- |
| Na2Po  | 逆蛍石型         | 747.3(4) pm | [ 4 ] [ 2 ] |
| CaPo   | 塩化ナトリウム型 | 651.0(4) pm | [ 4 ] [ 2 ] |
| BaPo   | 塩化ナトリウム型 | 711.9 pm    | [ 4 ] [ 3 ] |

より小さなカチオンを含む結晶の構造は、より大きな共有結合性またはより大きなポロニウム化物イオンの分極を示唆する。テルル化マグネシウム TeMg はウルツ鉱型構造をもつが、ポロニウム化マグネシウムはもたないため、この2つが等構造でないことは特徴的な点である。しかしヒ化ニッケル型構造のポロニウム化マグネシウムも報告されている。
| 化学式 | 構造           | 格子定数                  | 出典        |
| ------ | -------------- | ------------------------- | ----------- |
| MgPo   | ヒ化ニッケル型 | a = 434.5 pm c = 707.7 pm | [ 4 ] [ 3 ] |
| BePo   | 閃亜鉛鉱型     | 582.7 pm                  | [ 4 ] [ 2 ] |
| CdPo   | 閃亜鉛鉱型     | 666.5 pm                  | [ 4 ] [ 3 ] |
| ZnPo   | 閃亜鉛鉱型     | 628(2) pm                 | [ 2 ]       |

ポロニウム化物イオン Po2- の有効半径は、シャノン (1976) のカチオン半径から計算することができる。4配位 216 pm、6配位 223 pm、8配位 225 pmである。6配位のテルル化物イオン Te2- のイオン半径は221 pmであるため、ランタノイド収縮の効果が明確に表れているといえる。
ランタノイドは、同じくイオン性化合物であると考えられるセスキポロニウム化物 Ln2Po3 を形成する。

## 金属間ポロニウム化物
ランタノイドは、 LnPo で表される塩化ナトリウム型構造の非常に安定したポロニウム化物を形成する。ほとんどのランタノイドは+2の酸化数をとらないため、これらは電荷分離イオン種ではなく金属間化合物とみなすほうが適切である。これらの化合物は少なくとも1600 °Cまで安定（ポロニウム化ツリウムの融点は2200 °C）だが、対照的にセスキポロニウム化物 Ln2Po3 を含むイオン性ポロニウム化物は約600 °Cで分解する。これらの化合物の熱的安定性および不揮発性（金属ポロニウムの沸点は962 °C）は、ポロニウムベースの熱源の使用において重要である。
水銀と鉛は1:1ポロニウム化物を形成する。白金は PtPo2 と定式化された化合物を形成するのに対し、ニッケルは NiPox (x = 1–2) の幅がある不定比化合物を形成する。ビスマスとポロニウムは完全に混和性であるのに対して、金は広範囲な組成の固溶体を形成する。アルミニウム、炭素、鉄、モリブデン、タンタル、タングステンとの反応は認められない。